# Атланерса
Атланерса (бл. 671 до н. е. — 643 до н. е.) — цар Куша в 653–643 роках до н. е.

## Життєпис
Ймовірно був сином фараона Тахарки, менш ймовірне батьківське Танутамона. Про його мати обмаль відомостей, відомо, що вона носила титул «Велика — одна з Імат-скипетр». Народився близько 671 року до н. е. 653 року після смерті Танутамона посів трон Нубії. Також прийняв титул фараона Єгипту. За традицією одружився зі своїми сестрами — Єтироу та Халісет. В подальшому ймовірно одружився з сестрами Пельтасен і Аменердіс II.
Знать та й сам Атланерса готувався до відвоювання Єгипту. Але спочатку не міг просунутис ядалі о. Елефантіна. Втім впливав на внутрішній справи Єгипту через впливових представників своєї династії в Фіванському регіоні. Зрештою зосередився на внутрішніх справах.
Багато доклав зусиль для зведення храмів та розбудови своєї столиці Напата. Заснував храм сінкретичного божества Осіріс-Дедун на горі Баркал (відомий тепер як В700). Внутрішнє святилище було розписано довгим гімном на честь Осіріса, можливо, побічно посилаючись на померлого Тахарки. Далі стіни були прикрашені рельєфами, що зображали діяльність, здійснену під час сходження на трон Атланерса, майже всі з яких наразі зникли. У центрі стояв гранітний стенд вагою 8 т для священної барки Амона Напатського. Колосальна статуя Атланерси була розміщена на західній стороні входу в храм (наразі знаходиться в Національному музеї Судану).
Атланерса помер 643 року до н. е., несподівано, незабаром після завершення будівельних робіт та оздоблення двох внутрішніх кімнат храму на Баркалі. Трон успадкував його син або брат Сенкаманіскен.